# Stade porte normande Vernon
Ne doit pas être confondu avec Saint-Marcel Vernon Handball.
Le Stade porte normande Vernon est un club omnisports français basé à Vernon fondé le  8 juillet 1946 de la fusion des clubs du Club athlétique Vernon et de Saint-Marcel sport. 

## Historique

### Handball
La section handball fusionne avec le club de handball de Saint-Marcel en 1998 pour former le Saint-Marcel Vernon Handball.

## Identité

### Logos

Ancien logo.
Logo actuel.
Logo de la section football depuis 2020.

## Palmarès

### Football
- DH Normandie
  - Champion : 1949, 1951, 1954, 1958
- PH Normandie
  - Champion : 1948, 1968, 1992, 2016
  - Vice-Champion : 1967, 1977
- Coupe de Normandie
  - Vainqueur : 1948, 1951, 1952, 1956, 2022
  - Finaliste : 1949, 1953

### Handball
- Handball à onze
  - Finaliste de la Coupe de France en 1952[2]
  - Vainqueur du Championnat de France Excellence (D2) en 1958[3]
- Handball à sept
  - Finaliste du Championnat de France Excellence (D2) en 1960[4]

## Sportifs notables passés au club
Parmi les sportifs passés au club, on trouve :
- Laure Funten-Prévost, athlète spécialiste de demi fond
- Jean Goupy, handballeur international dans les années 1950
- Thierry Guichard, athlète adepte de l'ultrafond de 1996 à 2014
- Greg Houla, footballeur formé au club
- Sébastien Jouve, kayakiste de 2013 à 2018
- Bruno Lebrun, haltérophile dans les années 1970-1980[5]
- Mohamed Ramadan, karatéka
- Mézuela Servier, handballeuse internationale formée au club jusqu'en 1989[6]
- Jean-Philippe Tailleman, basketteur en 2016-2017
- Denis Tristant, handballeur international, au club de 1982 à 1983
- Svetislav Valjarević, footballeur
- Charles Wambst, vice-président de la section football en 1951[1].